# おたまはん
おたまはんは、世界で初めての卵かけご飯専用の醤油である。
島根県雲南市吉田町の株式会社吉田ふるさと村が販売しているもので、関東風と関西風の2種類の味がある。

## 概要
地元の丸大豆醤油にかつおぶし、本みりんを加えており、卵にかけると風味が増すという。
世界初の卵かけご飯専用の醤油として2002年に発売開始となり、口コミなどで人気が広がると、累計30万本を販売するヒット商品に成長した。併設する工場では、フル生産をおこなっているが注文をさばききることができず、発送まで数か月待ちの状態が続いている。この商品のヒットにより、若者たちの間で卵かけご飯が流行した。 
今まで3回、日本たまごかけごはんシンポジウムが行われた。